# 假隧道
假隧道（hood tunnel）為將隧道的壁面延伸至洞口外之隧道。
當列車以高速度進入隧道時，因高速度撞擊隧道內之空氣，對隧道內之空氣產生擠壓，而容易產生高壓波在隧道內以音速向下游傳遞，推擠隧道內之空氣產生流速，形成隧道內之活塞效應。當此高壓波傳至隧道下游出口並衝出隧道口時，因隧道外之空間突然寬廣，此高壓波變為微壓波。該微壓波可能產生令人非常不愉悅的微壓波噪音。為了減緩列車進入隧道產生高壓波，及減輕下游隧道口之微壓波噪音，科學家發現，將隧道口增加設計一段假隧道，有助於減輕上述之問題。
而為達減輕隧道內之壓力波強度與減輕隧道口微壓波噪音強度，假隧道可以設計在其週遭開孔、或將假隧道之斷面積設計得較隧道斷面積為大，或者將假隧道之入口處設計成傾斜。對於假隧道之設計應考量隧道之斷面積、列車行車速度、列車斷面積及列車車頭形狀等等因素，因此假隧道之設計應經過縝密之研究。

## 另見
- 隧道
- 明隧道

## 延伸閱讀
- 黃國倫，〈軌道運輸與環境控制〉，《土木水利，第34卷第3期》，2007年6月
- 黃國倫，〈列車進入長隧道之微波噪音分析（页面存档备份，存于）〉，《中興工程第97期》，2007年10月。